# Tercio (corrida)
Un tercio (de l'espagnol : tiers) est, dans une corrida, chacune des trois phases de combat entre l'homme et le taureau.

## Présentation
Une corrida dure au total deux heures, pendant lesquelles se succèdent six combats de vingt minutes chacun, opposant six taureaux à trois matadors. Chacun des affrontements de vingt minutes se découpe en trois tercios :
- le « tercio de piques »
- le « tercio de banderilles »
- le « tercio de muleta », ou faena

Chacun répond à des règles et un objectif précis.

Préparation de l'arène.
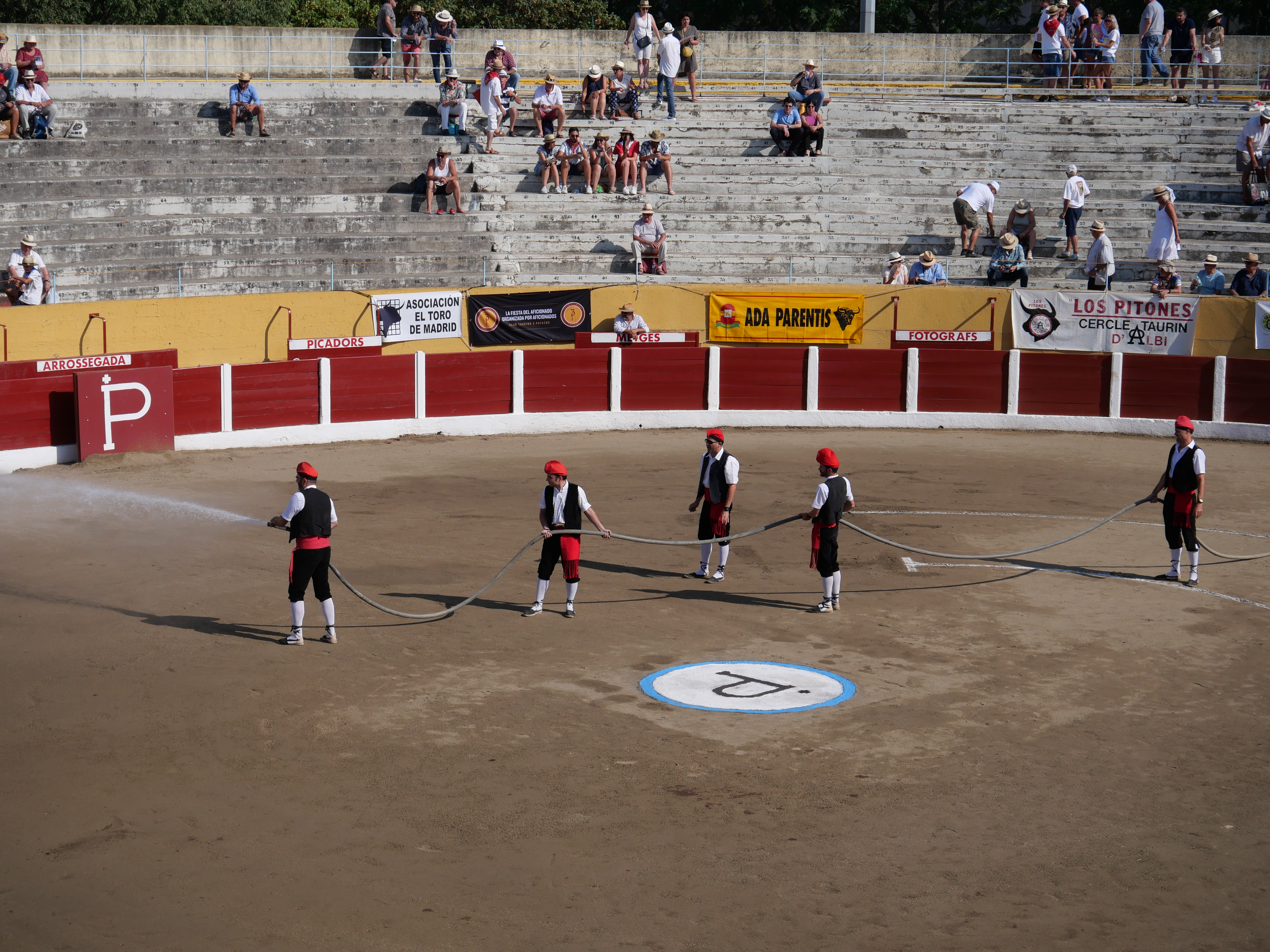
Arrosage.
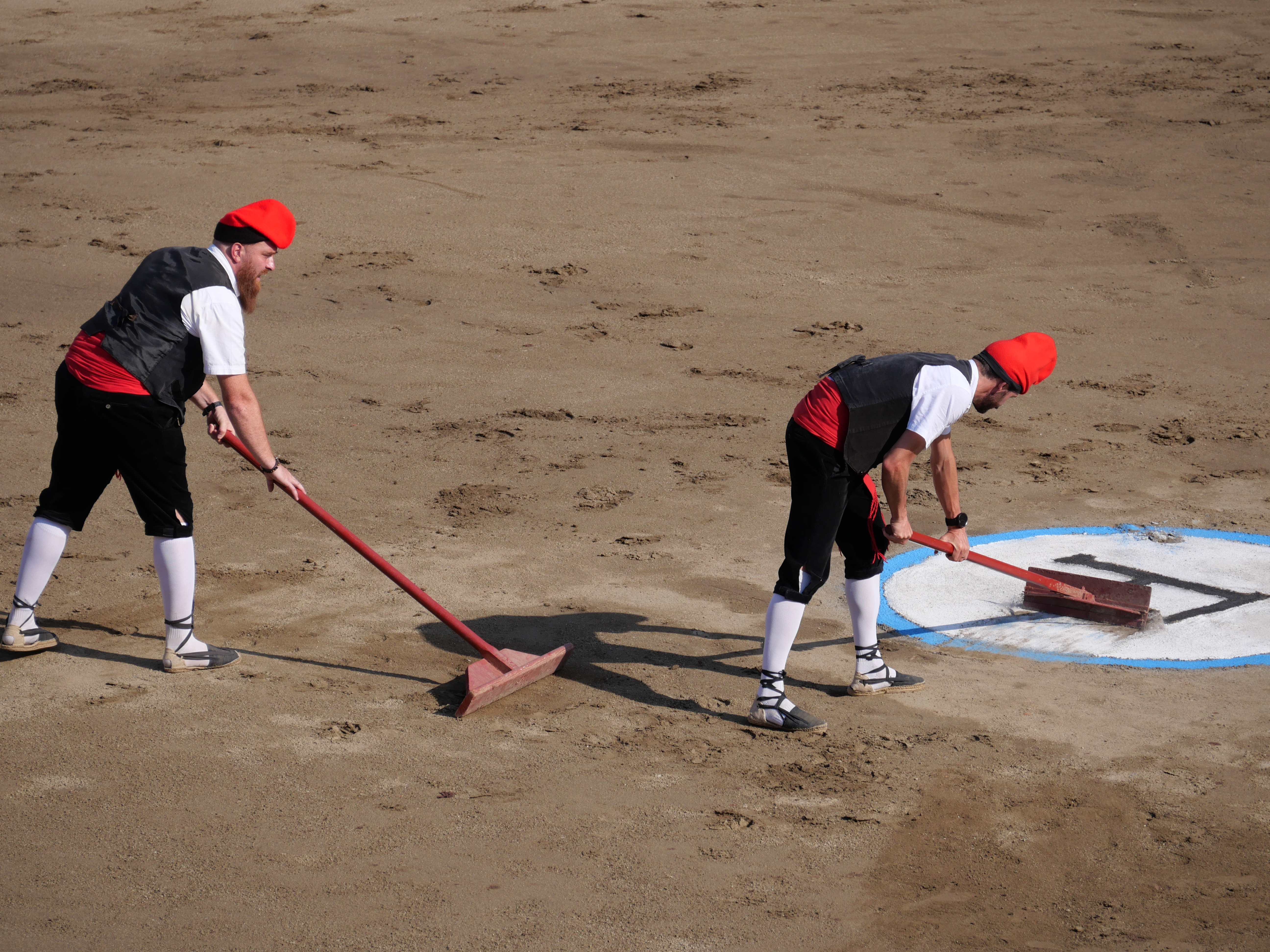
Lissage.

Le spectacle commence par le paseo, courte cérémonie d'ouverture, introduisant l'alguazil, les cuadrillas et le personnel de l'arène. À la sortie du taureau débute le « toreo de cape », partie de la corrida pendant laquelle l'animal est encore vierge de toute pique. Le matador et ses peones réalisent des « passes de capote » afin d'en déterminer les qualités et défauts. C'est un court prélude à l'entrée des picadors. Les clarines, aux ordres du président, annoncent le premier tercio.

Paseo
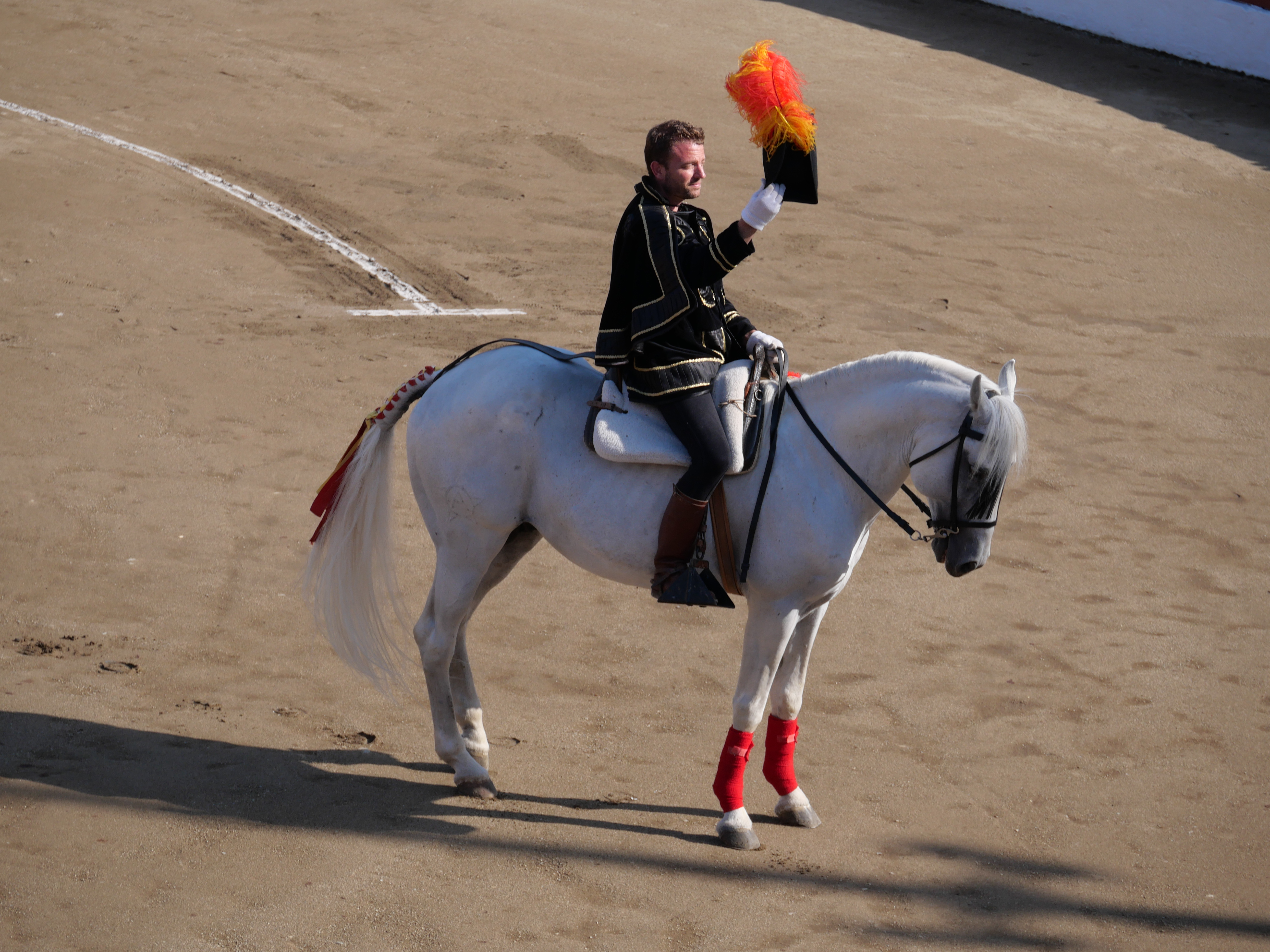
L'alguazil.
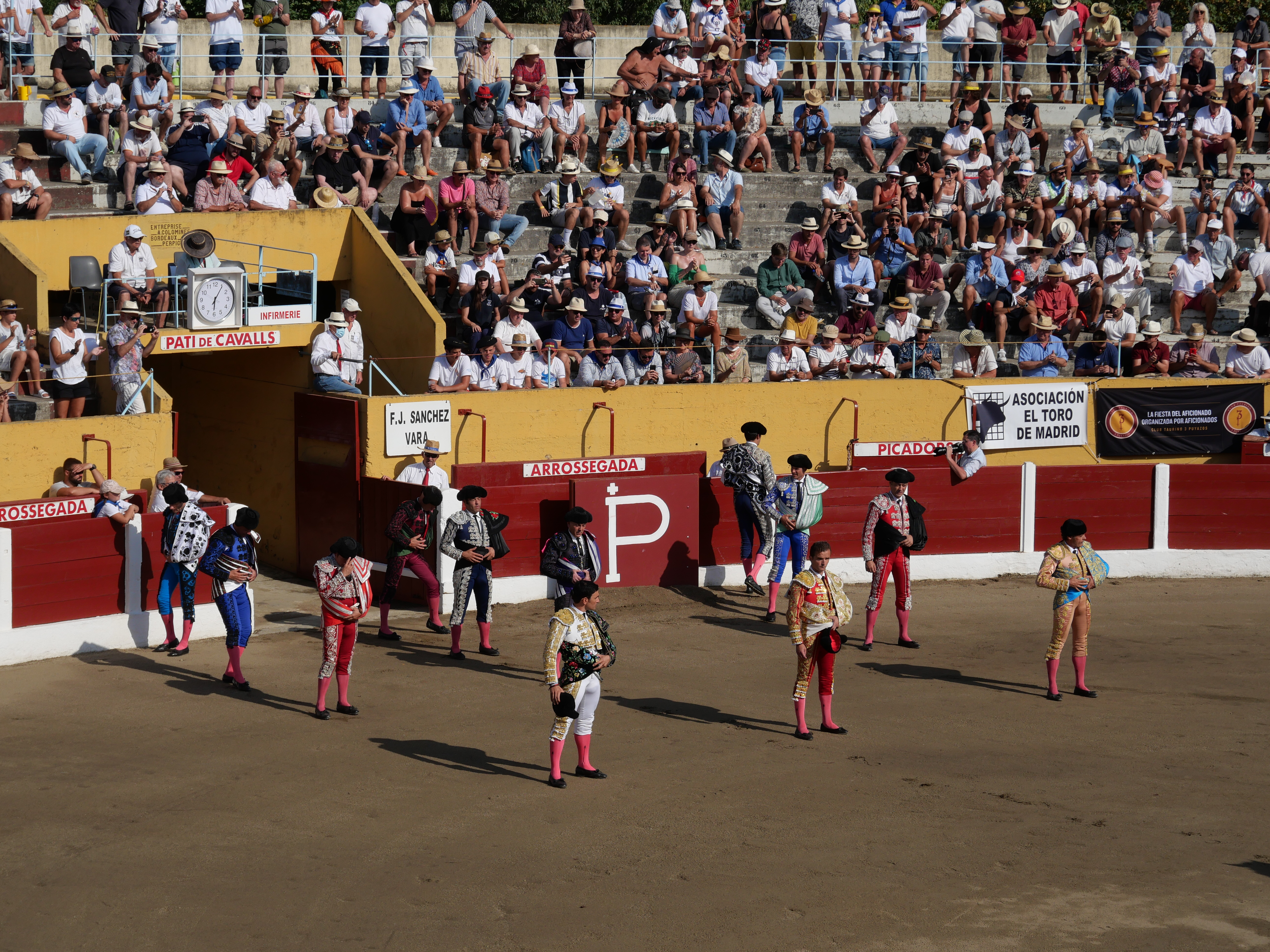
Les matadors et les péones.
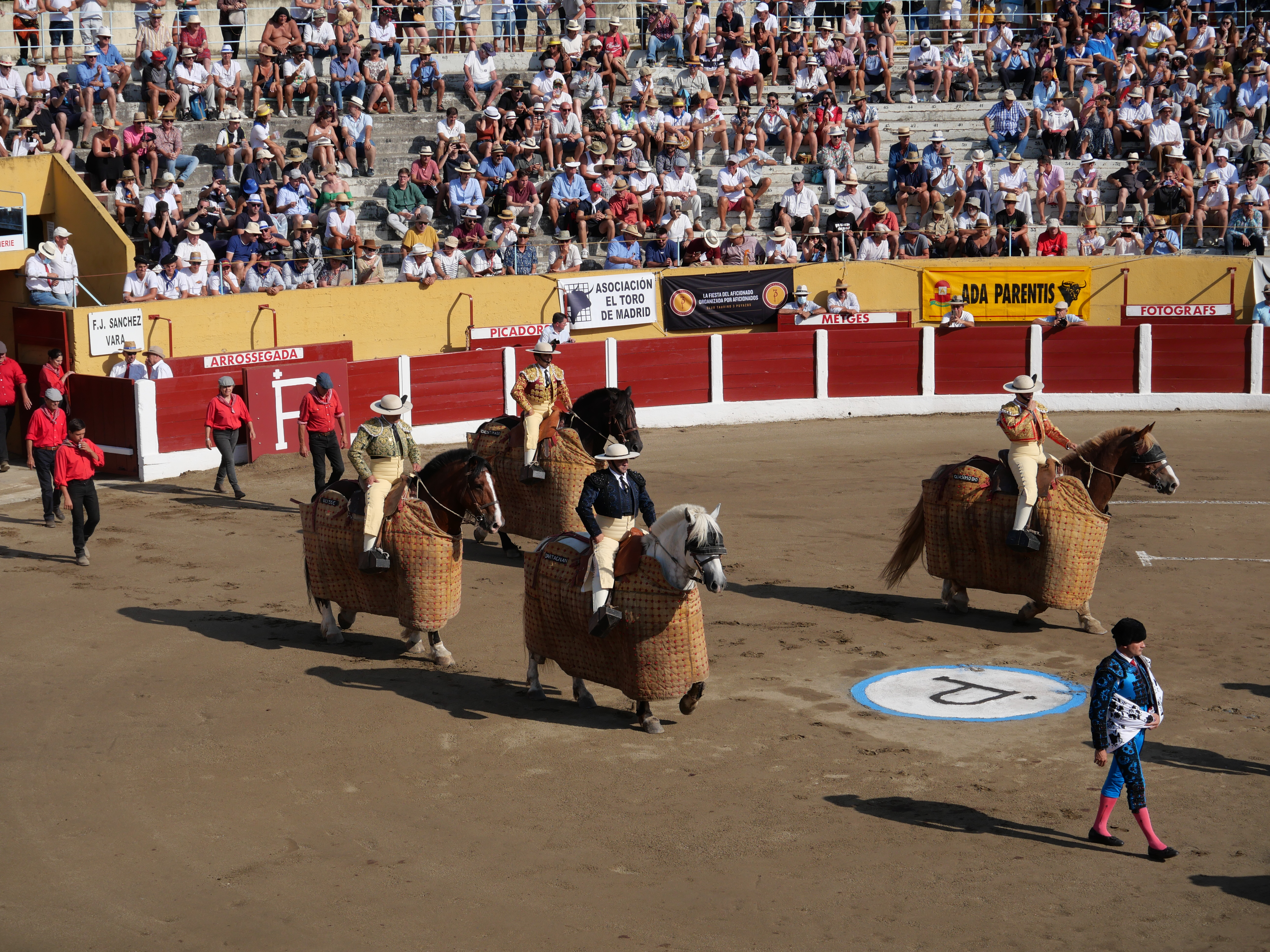
Les picadors.
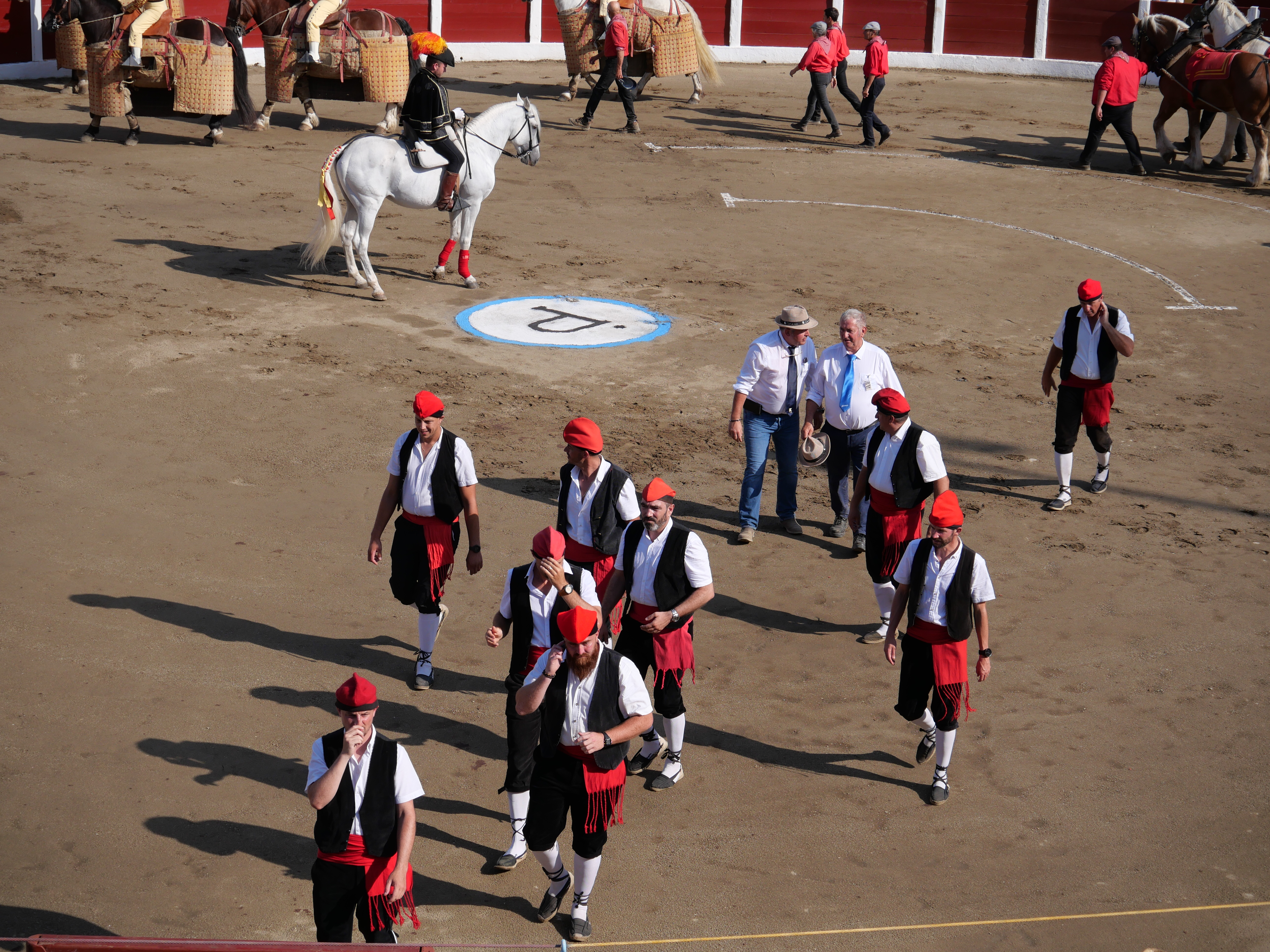
Les areneros.
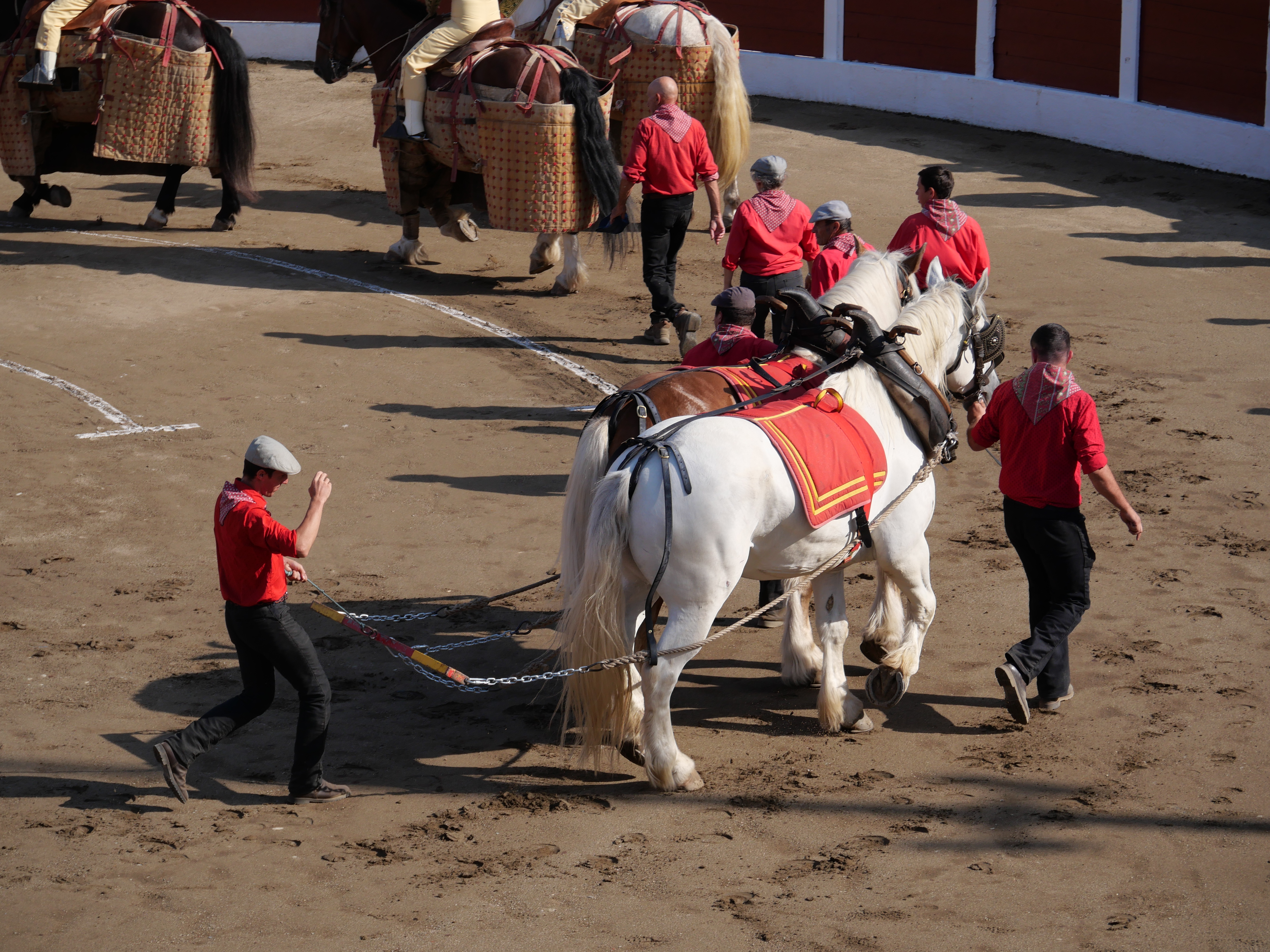
Les mulilleros.

### Premier tercio
Le premier tercio est le « tercio de piques » (ou « tercio de varas » ou « suerte de varas » en espagnol). Cette phase marque l'entrée des picadors qui, à l'aide de piques, testent la bravoure de l'animal, mais également réduisent sa force, le calment et l'amènent à baisser la tête pour permettre le bon déroulement du troisième tercio.
En France, les dispositions concernant le premier tercio sont contenues dans le chapitre II du titre VI du Règlement de l'Union des villes taurines françaises.

### Deuxième tercio
Le deuxième tercio est le « tercio de banderilles » au cours duquel interviennent les banderilleros, qu'ils soient peones ou le matador en personne (on parle dans ce cas de « matador banderillero »). Trois paires de banderilles sont généralement requises, mais le matador peut solliciter de la présidence l'autorisation d'en réduire ou exceptionnellement d'en augmenter le nombre.
Chaque cuadrilla comprend deux banderilleros sur trois peones. La tradition veut que le plus ancien pose les première et troisième paires sur le premier taureau, et que celui qui le suit en ancienneté pose les première et troisième paires sur le second. Pour ce faire, le banderillero appelle (cite) l'animal, danse, virevolte et s'élance pour provoquer sa charge. Le troisième peón intervient uniquement pour placer le taureau ou détourner sa charge à l'aide du capote.
En France, les dispositions concernant le deuxième tercio sont contenues dans le chapitre III du titre VI du Règlement de l'Union des villes taurines françaises.

### Troisième tercio
Le troisième tercio est le « tercio de muleta » également nommé « faena » (travail). Le matador effectue une série de « passes de muleta ». C'est un exercice au cours duquel il doit montrer son courage et conquérir l'arène par l'élégance de ses passes et sa maîtrise de la charge du taureau. L'estocade, suivie éventuellement du descabello puis de la puntilla entraînant la mort de l'animal, concluent le combat.
En France, les dispositions concernant le dernier tercio sont contenues dans le chapitre IV du titre VI du Règlement de l'Union des villes taurines françaises.

Mises à mort.
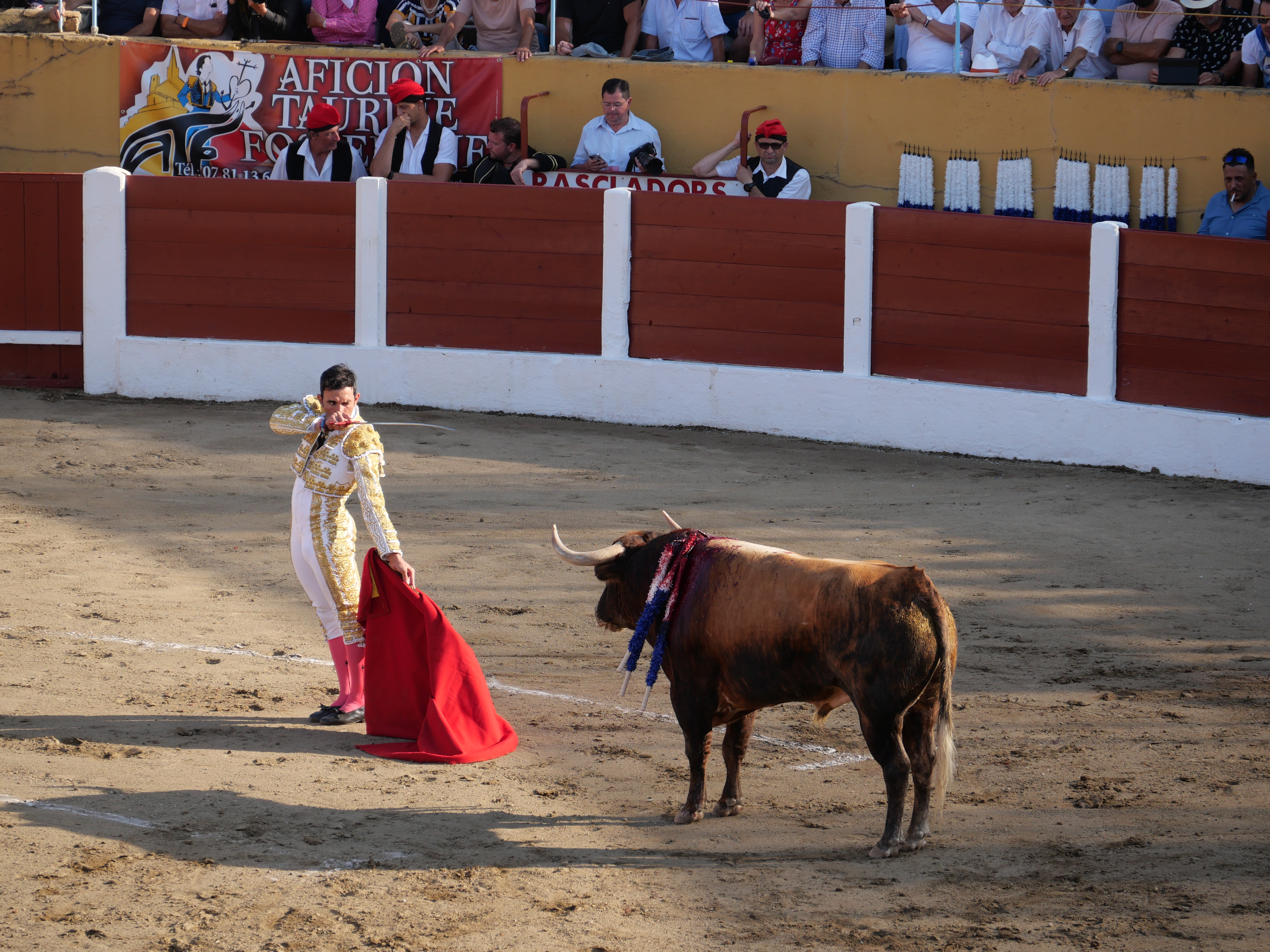
Préparation de l'estocade.
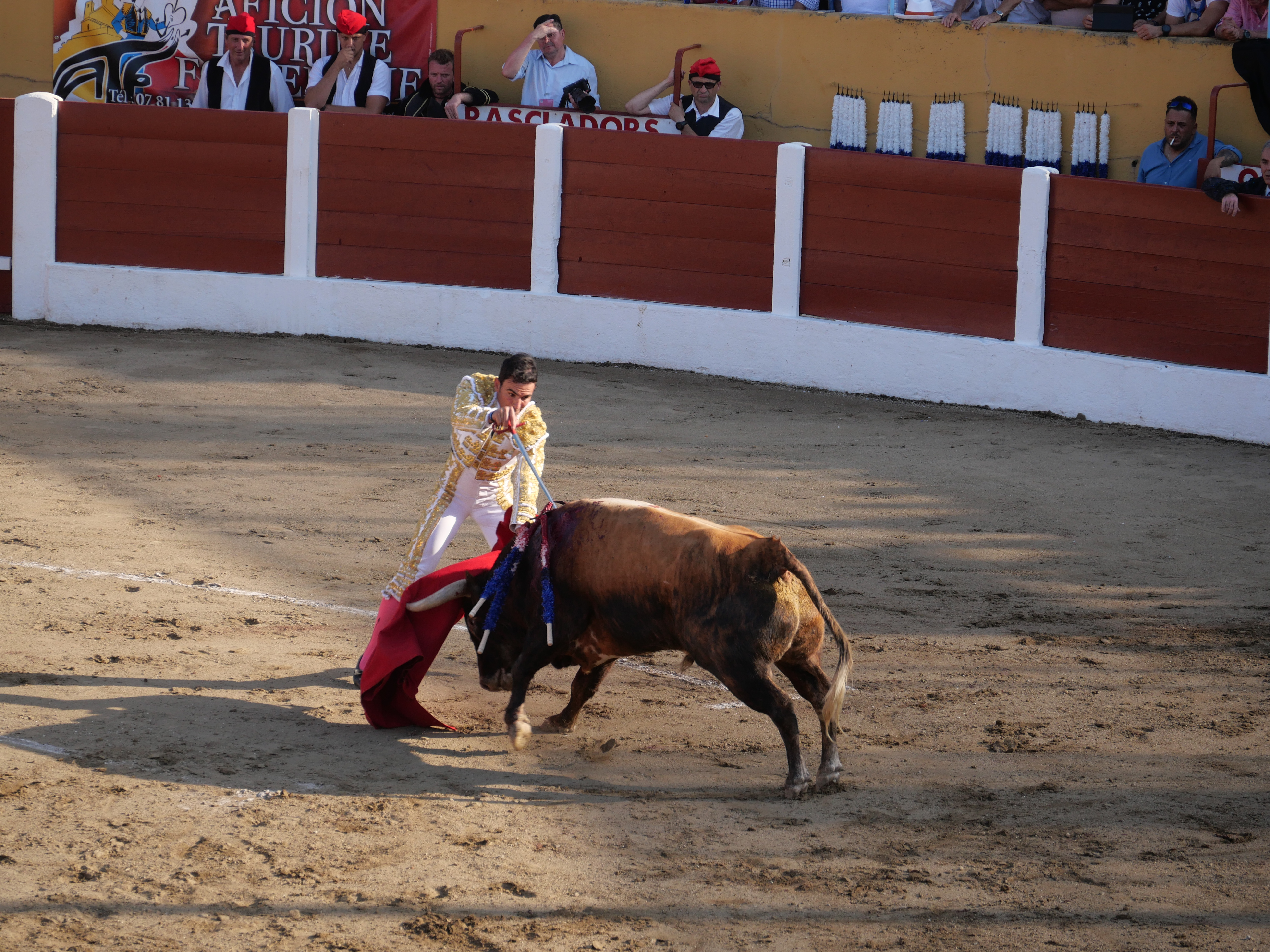
L'estocade.
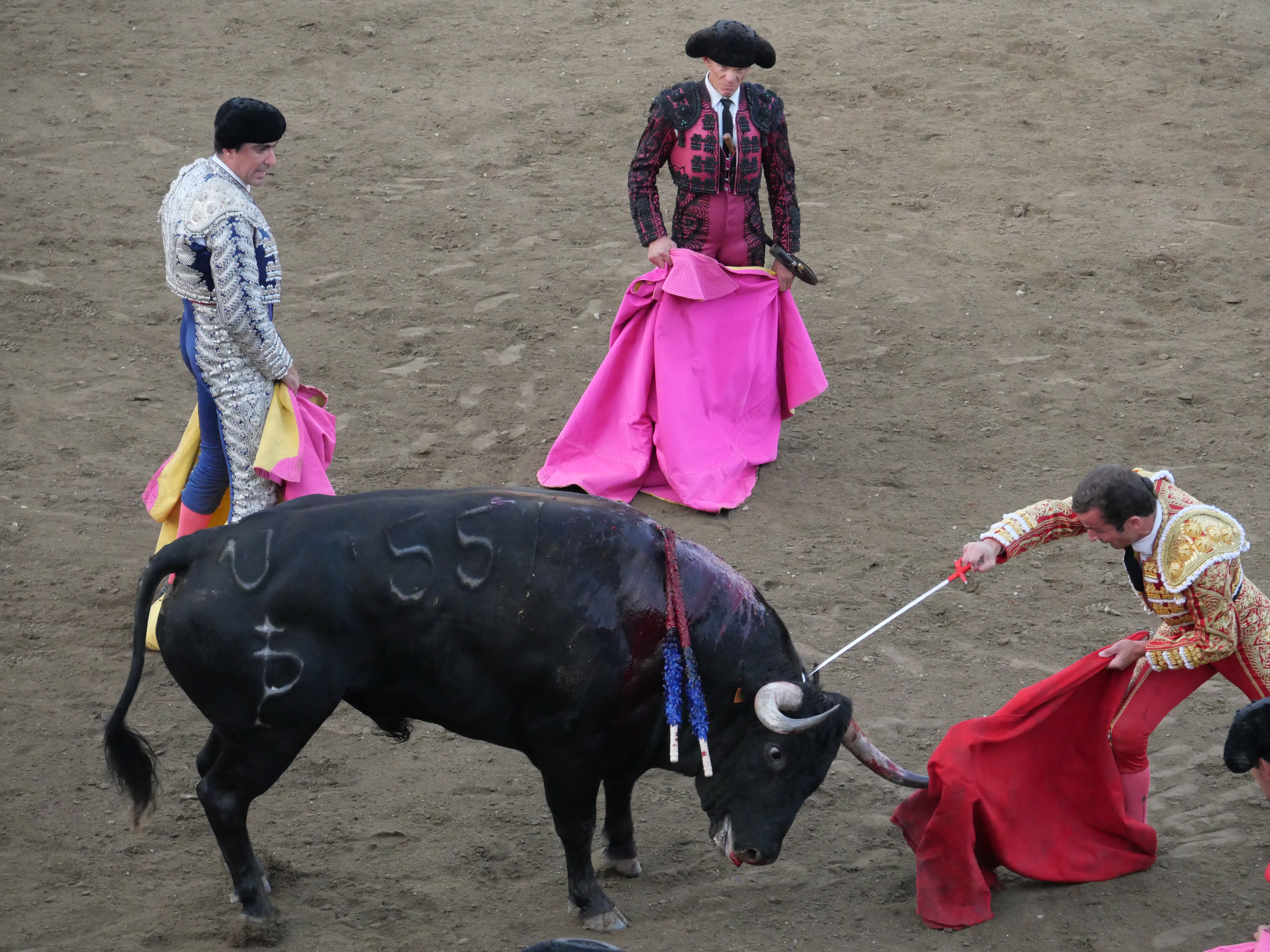
Descabello.
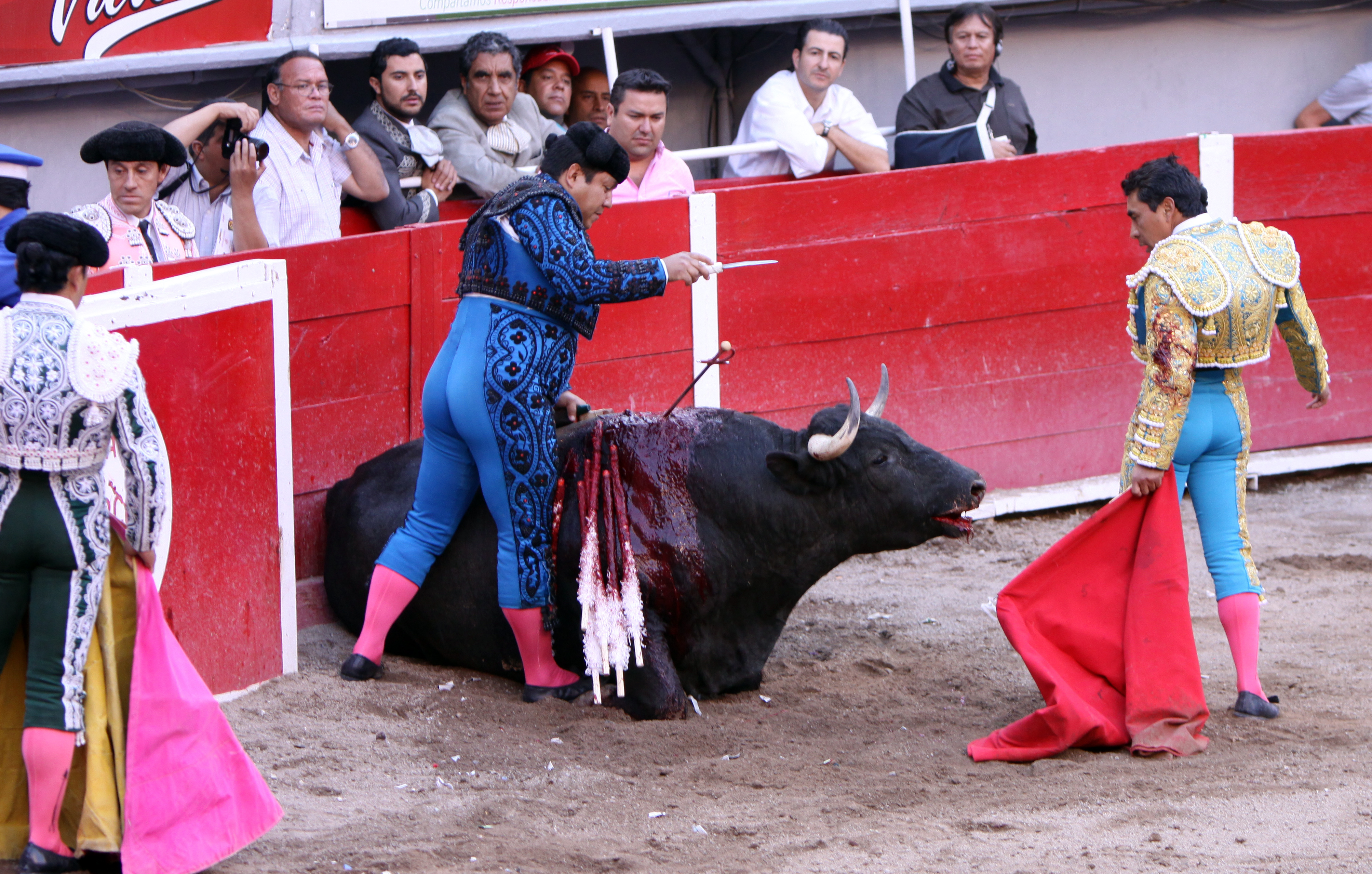
Puntilla.

## Fin
La dépouille du taureau est emmenée par l'arrastre hors du ruedo. Le matador peut recevoir un trophée sur décision du président, selon la qualité de la faena et de l'estocade, fait éventuellement un tour de piste (vuelta) en cas d'ovation, avant de céder la place au combat suivant.